# انتصار وهران
انتصار وهران هو نادي كرة قدم جزائري نسائي . يلعب في دوري الدرجة الأولى في الدوري الجزائري تأسس سنة 1997 في وهران.

## الألقاب
- الدوري الجزائري للسيدات:

نائب البطل : 2005
- كأس الجزائر للسيدات:

نائب البطل : 2001 ، 2002 ، 2004
- الدوري الجزائري للسيدات تحت 20 سنة:

البطل : 2014